# Otis Spann
Otis Spann, född den 21 mars i Mississippi, antingen 1924 i Belzoni eller 1930 i Jackson, död den 24 april 1970 i Chicago, var en amerikansk bluespianist. Han räknas som en av de främsta bluespianisterna och är speciellt känd för sin medverkan i Muddy Waters band från 1952 till 1968. Därutöver har han även gjort egna inspelningar samt tillsammans med, bland andra, Buddy Guy, Junior Wells, T-Bone Walker, Bo Diddley, Howlin' Wolf, B.B. King, Big Mama Thornton, Eric Clapton och Fleetwood Mac.

## Diskografi

### Singel
- It Must have been the Devil / Five Spot (Checkers, 1954) - med B.B. King och Jody Williams på gitarrer

### Soloalbum
- Otis Spann Is the Blues (Candid, 1960)
- Good Morning Mr. Blues (1963)
- The Blues of Otis Spann (Decca, 1964)
- The Blues Never Die! (Prestige, 1965)
- Chicago/The Blues/Today!, vol. 1 (Vanguard, 1966)
- Otis Spann's Chicago Blues (Testament, 1966)
- The Blues Is Where It's At (Bluesway, 1966)
- Nobody Knows My Troubles (Bounty, 1967)
- The Bottom of the Blues (Bluesway, 1968)
- Cracked Spanner Head (1969)
- The Everlasting Blues vs. Otis Spann (1969)
- Up in the Queen's Pad (1969)
- Sweet Giant of the Blues (BluesTime, 1969)
- Cryin' Time (Vanguard, inspelad 1968, utgiven 1970)
- Walking the Blues (Candid, inspelad 1960, utgiven 1972)
- Heart Loaded with Trouble (1973)
- Otis Rides Again (Piccadilly 3488, 1980)
- Last Call: Live at Boston Tea Party (inspelad 1970, utgiven 2000)
- I Wanna Go Home (inspelad 1964–69, utgiven 2003)
- Complete Blue Horizon Sessions (inspelad 1969, utgiven 2006)
- Someday... (inspelad 1967, utgiven 2012)